# 袄裙

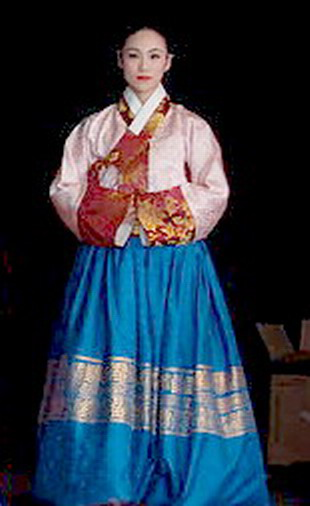
朝鮮王朝中期貴族婦女的襖裙

袄裙是指上衣在裙子之外的的襦裙，這種穿法在春秋戰國早已出現，在魏晉南北朝更為常見，傳播至日本飛鳥時代。在中國隋代较少出现，至宋朝時，不少女性以短褙子直接穿於胸外，南方天氣較濕熱，衣服下襬並沒有束進裙內，這種穿法實際上是衣掩裙。北方天氣較冷，漢人女性就把交領襦下襬放於裙外，這樣穿法一直經過元代，並影響高麗女性服飾。至明朝時成為女子着装的基本款式，藩属国朝鲜也依照明朝的袄裙发展出了自己的民族特色，並演變成現代韓服常見的韓式襖裙（치마 저고리）樣式。襖裙也傳播至另一藩屬國琉球國，是當地女性的一種服裝。

## 特点
早期的襖裙上襖是用腰帶固定，至宋元時在腋下繫带，下摆在下裳外。明制和朝鮮王朝制的交領袄裙通常有白色或素色的护领，可以拆下清洗，又分短襖和長襖，長襖又稱大襖，長至小腿。除了交領外，漢服和琉裝也有立領式的上襖，其中立領對襟的上襖的襖裙又稱褂裙。明朝和當代漢服襖裙的下裙常用马面裙，韓服的則多用一片式軟褶裙，琉裝的多用百褶裙。明制和朝鮮制襖裙有些上有精美的刺绣、織金或描金，特别是裙襴，稱為襴裙。琉裝則多用白裙。

#### 中國

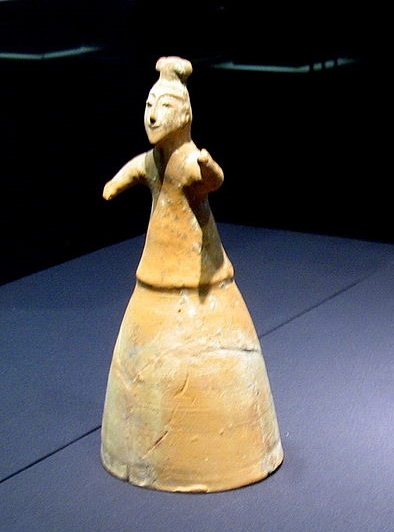
穿襖裙的三国魏国女俑
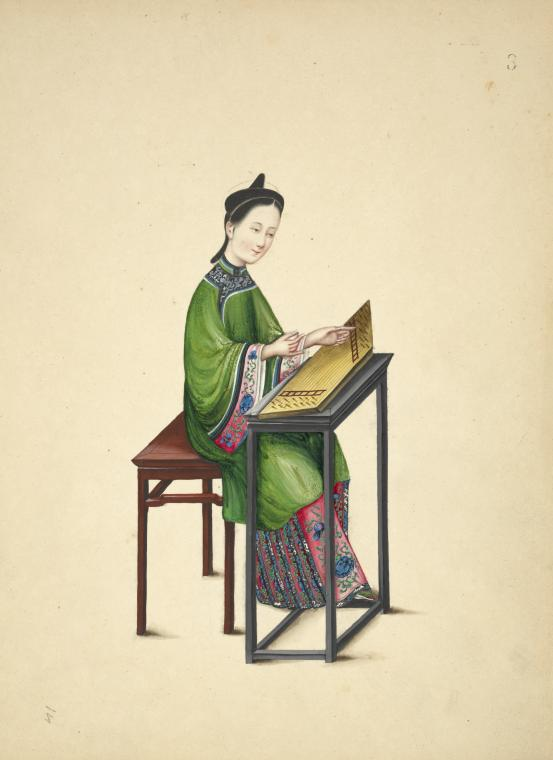
清朝穿厂字領襖裙的漢族女性
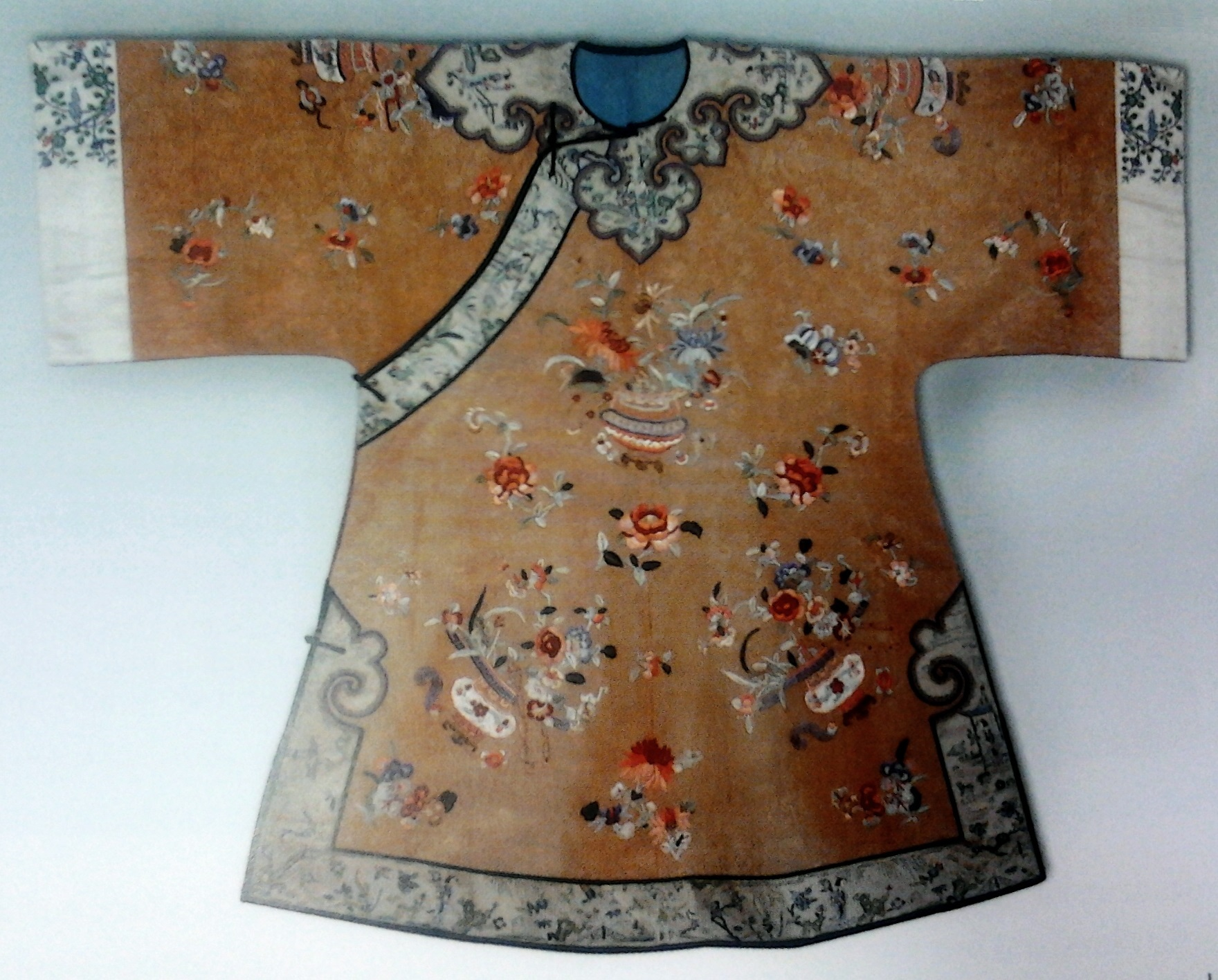
清式上襖
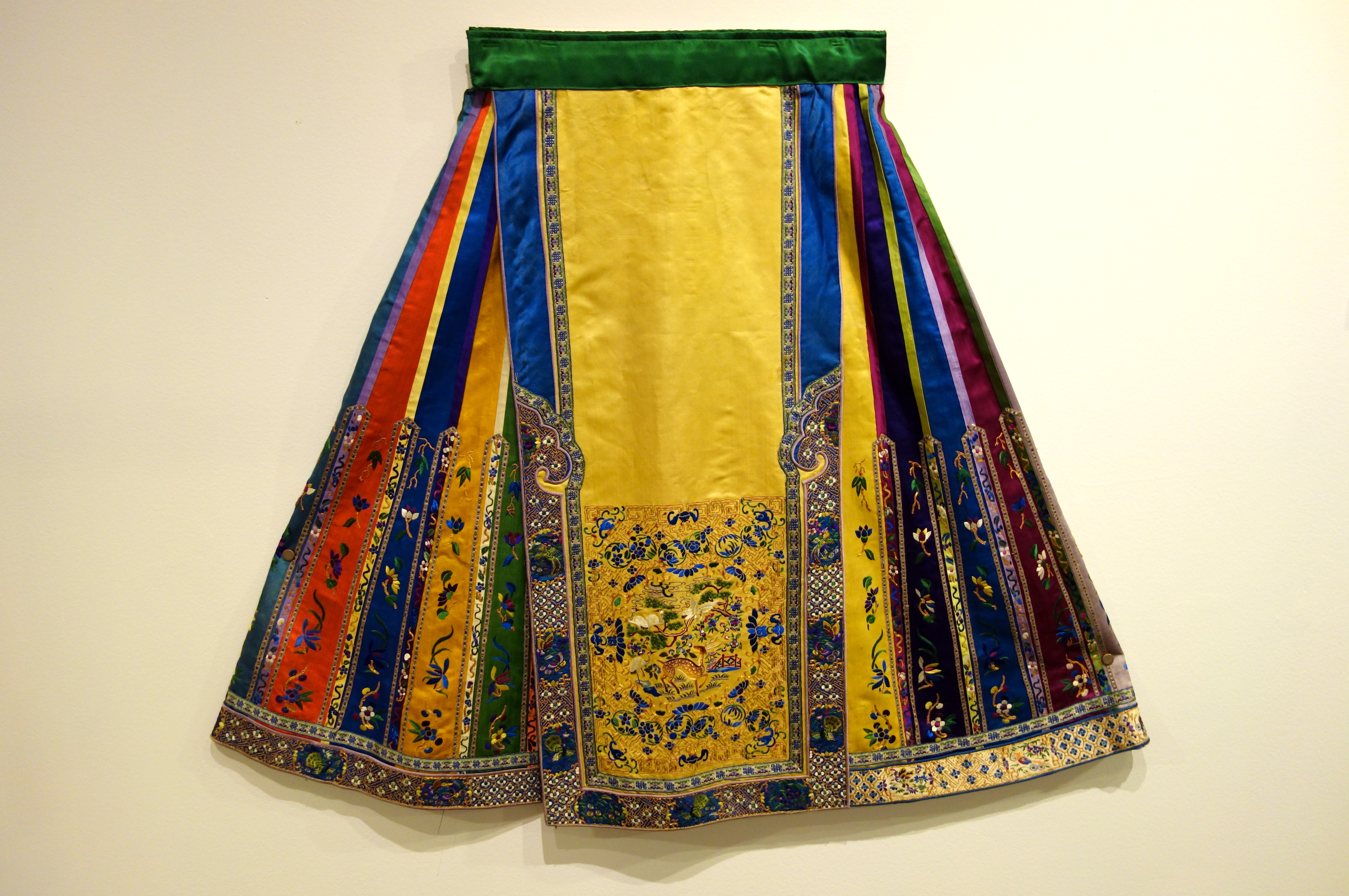
清式馬面裙
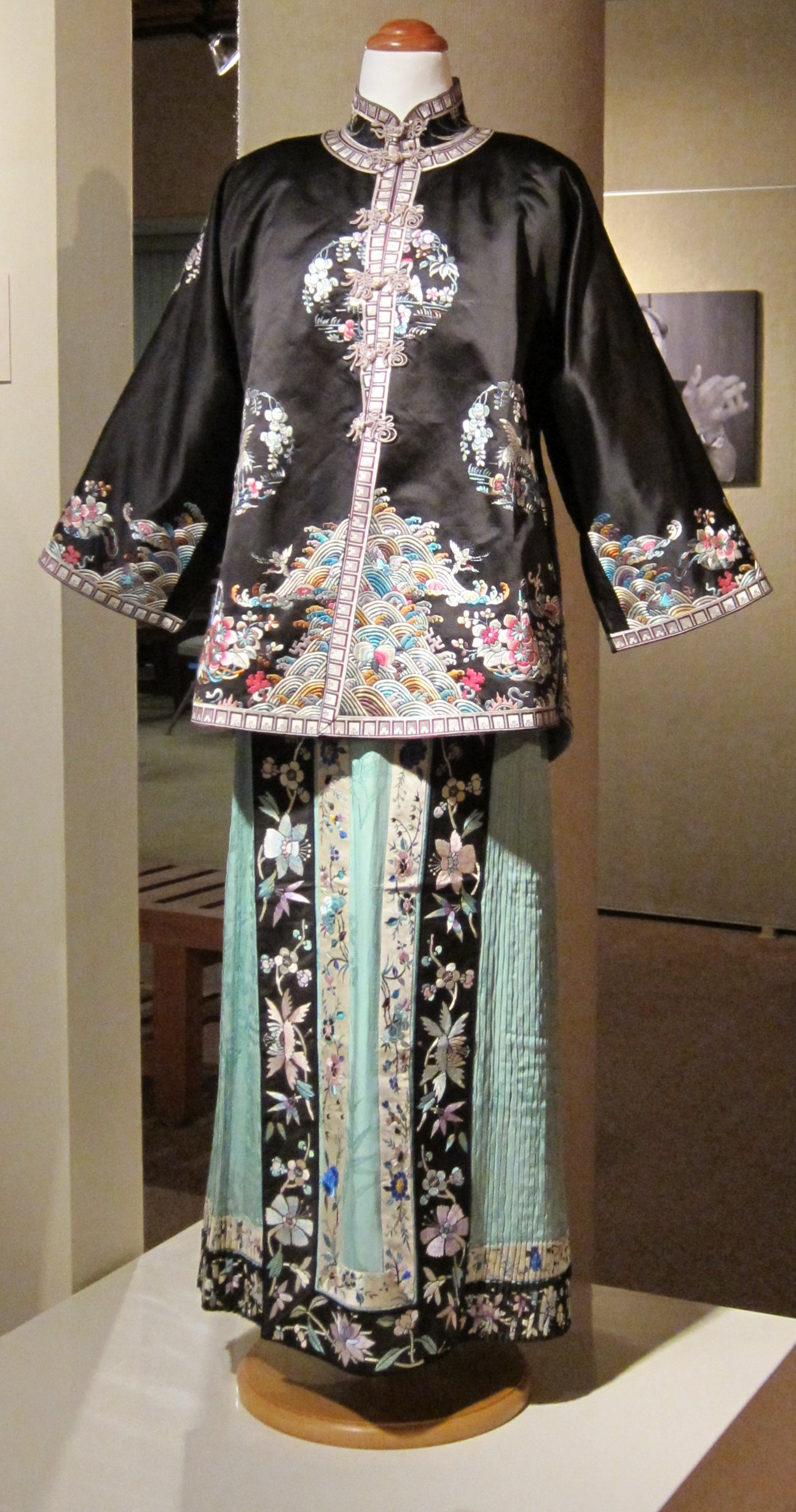
清末對襟立領襖裙（褂裙）
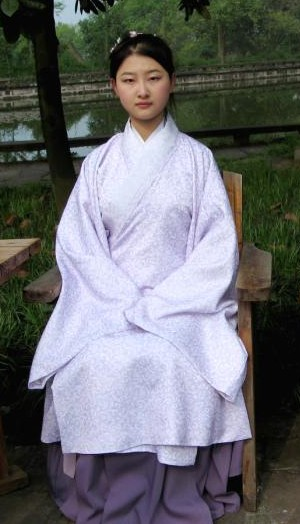
現代漢服長襖裙

#### 琉球

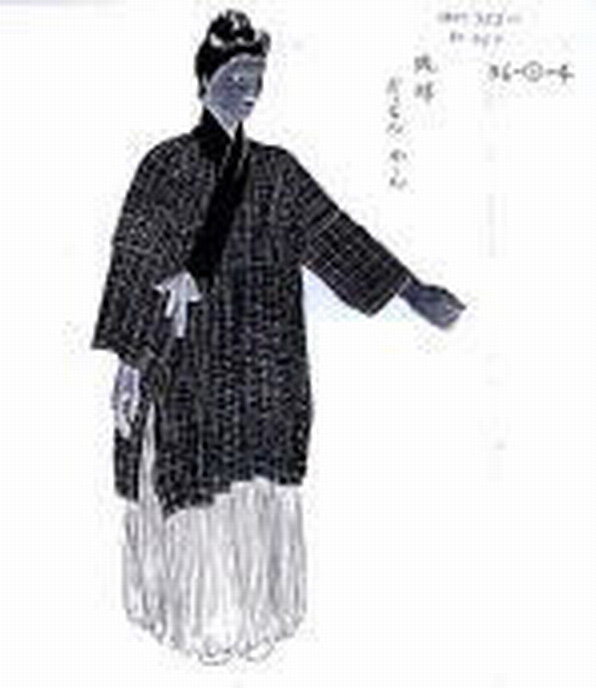
穿襖裙的琉球女性
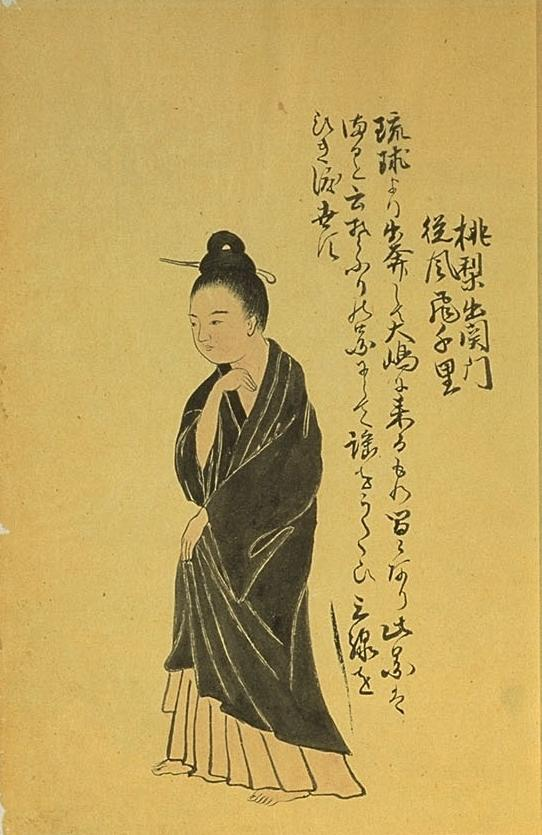
穿長襖、白裙的琉球女性
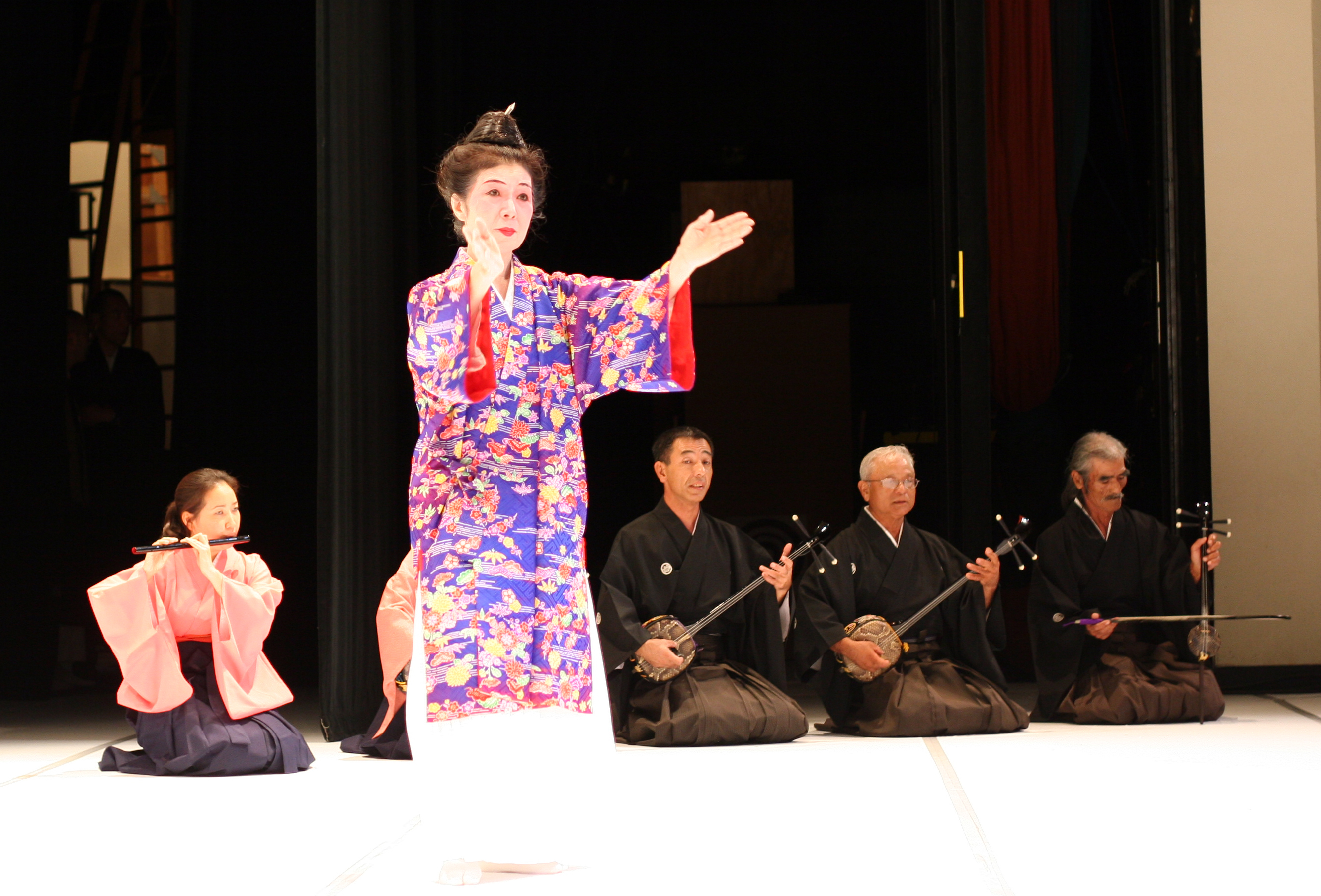
現代琉裝襖裙

#### 日本

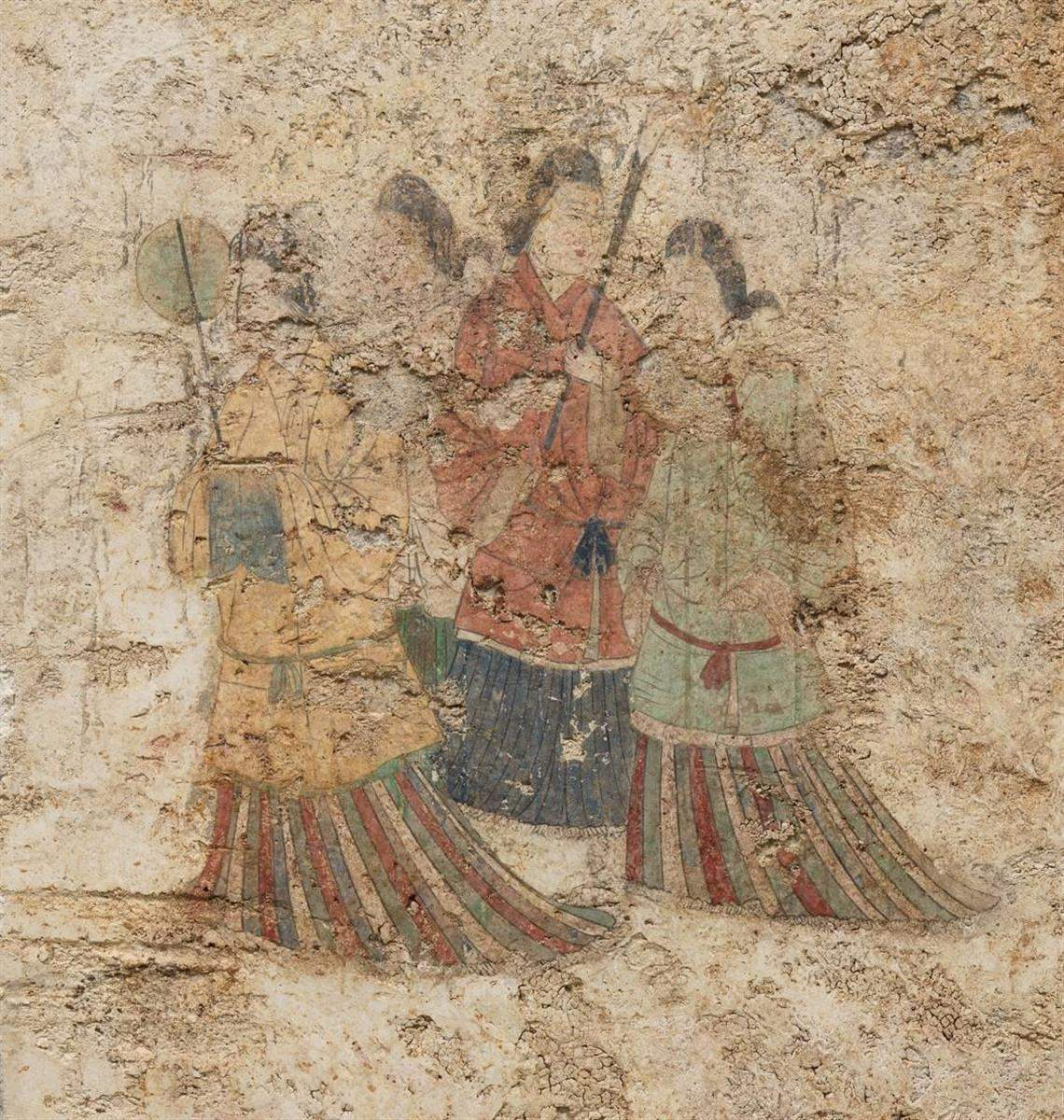
日本飛鳥時代穿襖裙的宮女

#### 朝鮮/韓國

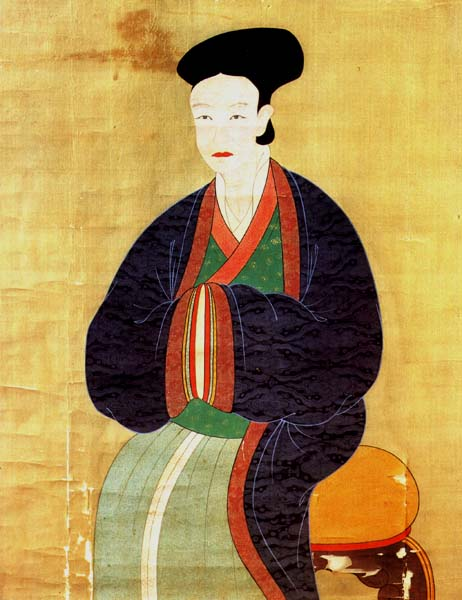
朝鲜王朝時穿襖裙配褙子的女性
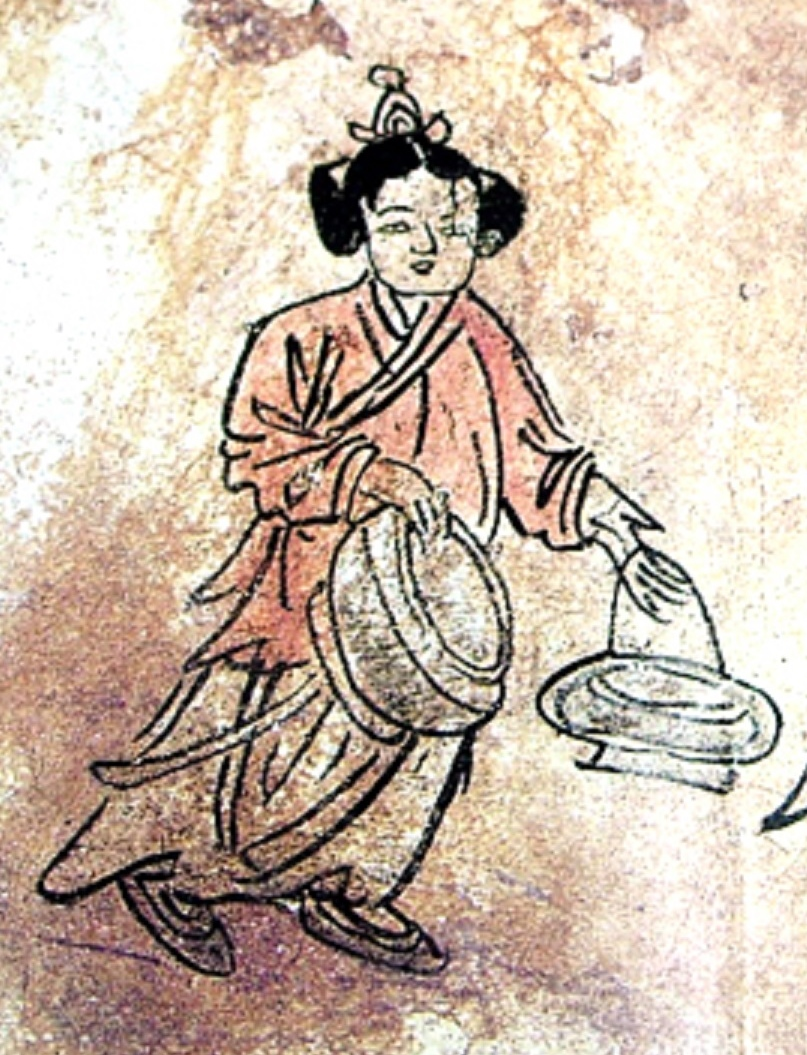
朝鲜初期古墓壁畫上穿襖裙的侍女
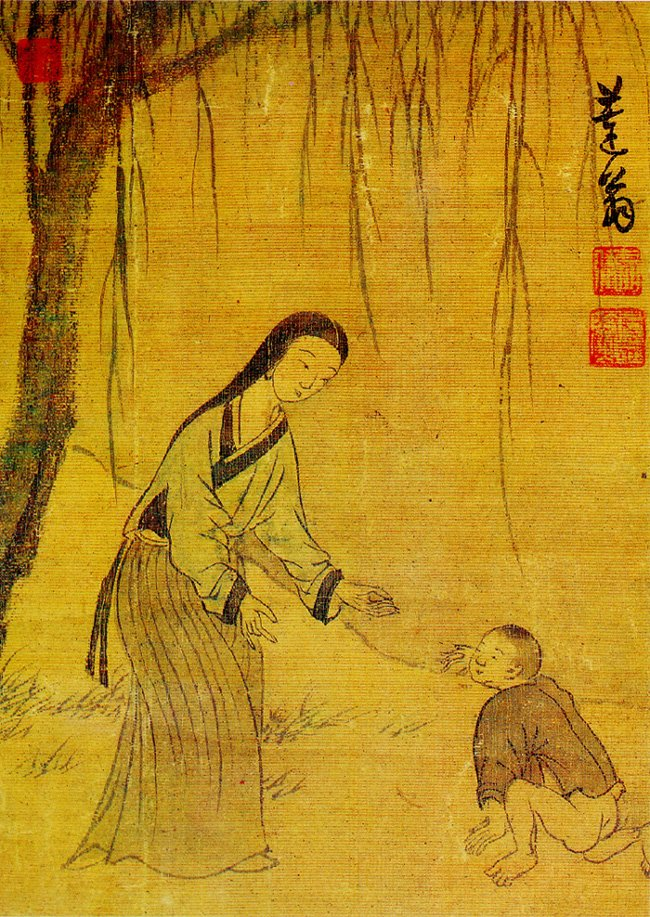
朝鮮王朝中期穿襖裙的婦女
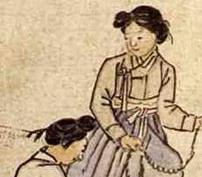
朝鮮王朝後期穿襖裙的平民婦女
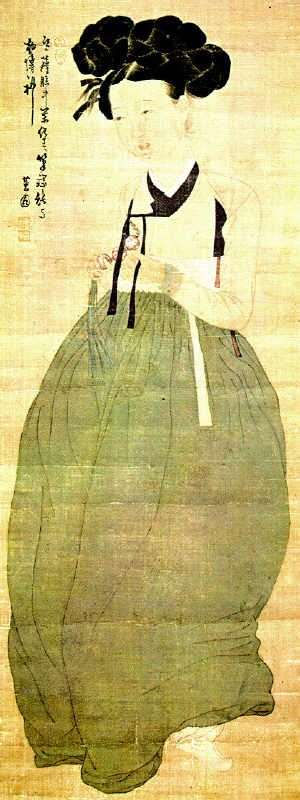
朝鮮王朝後期穿襖裙的妓生
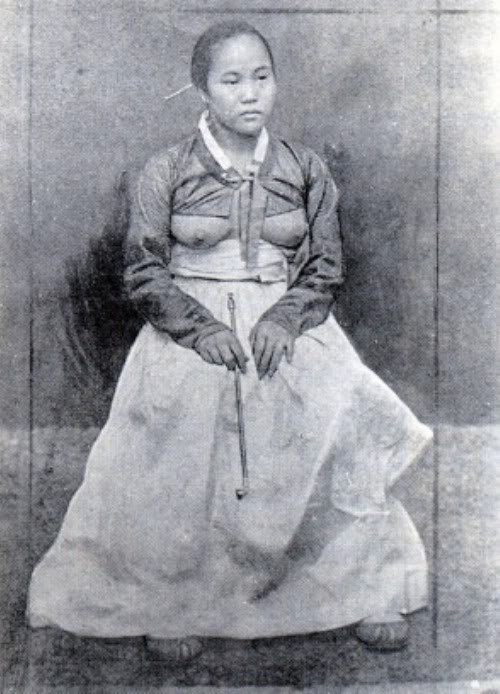
朝鮮王朝末年穿露乳襖裙的平民婦女
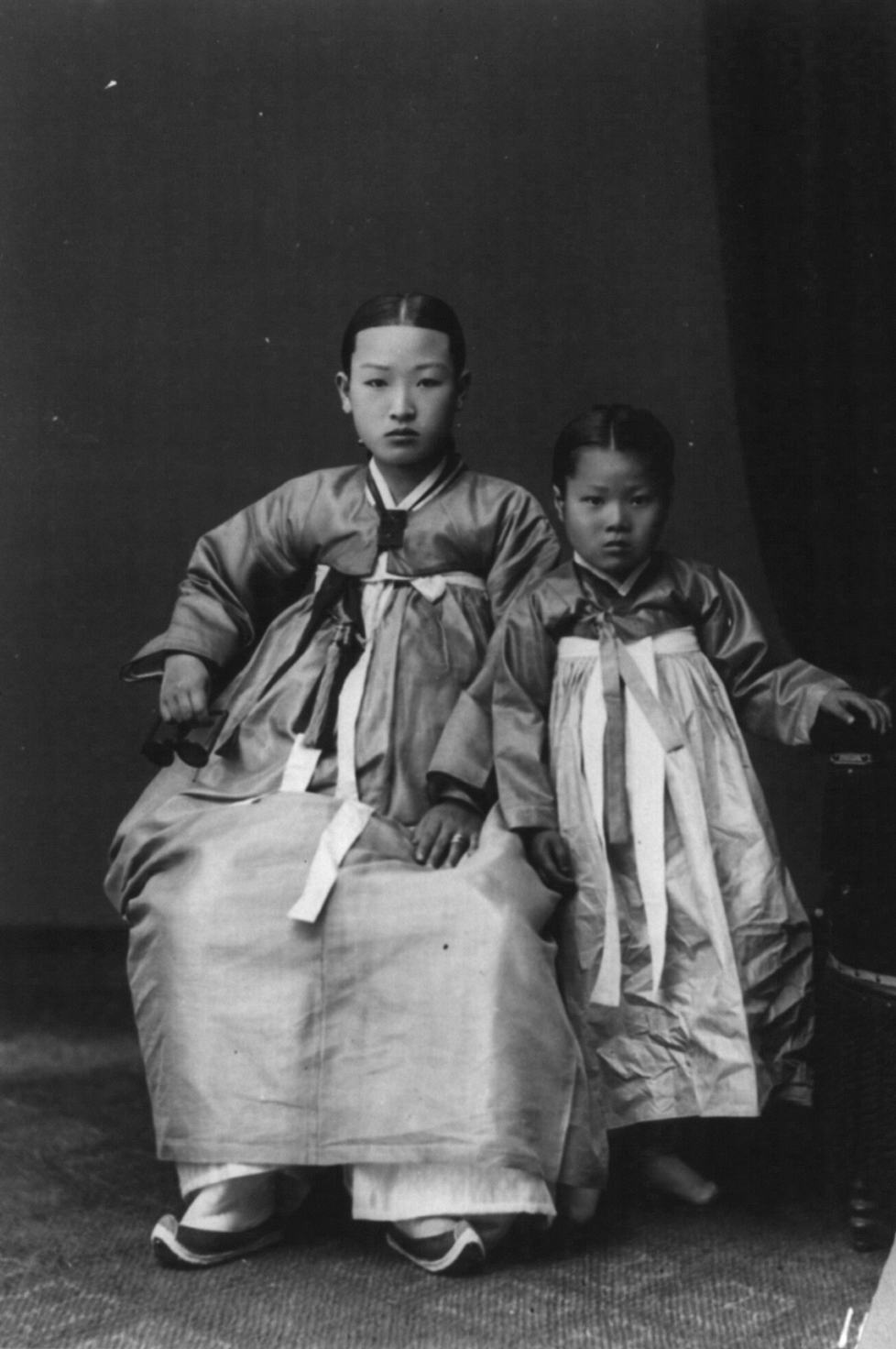
大韓帝國穿襖裙的母女
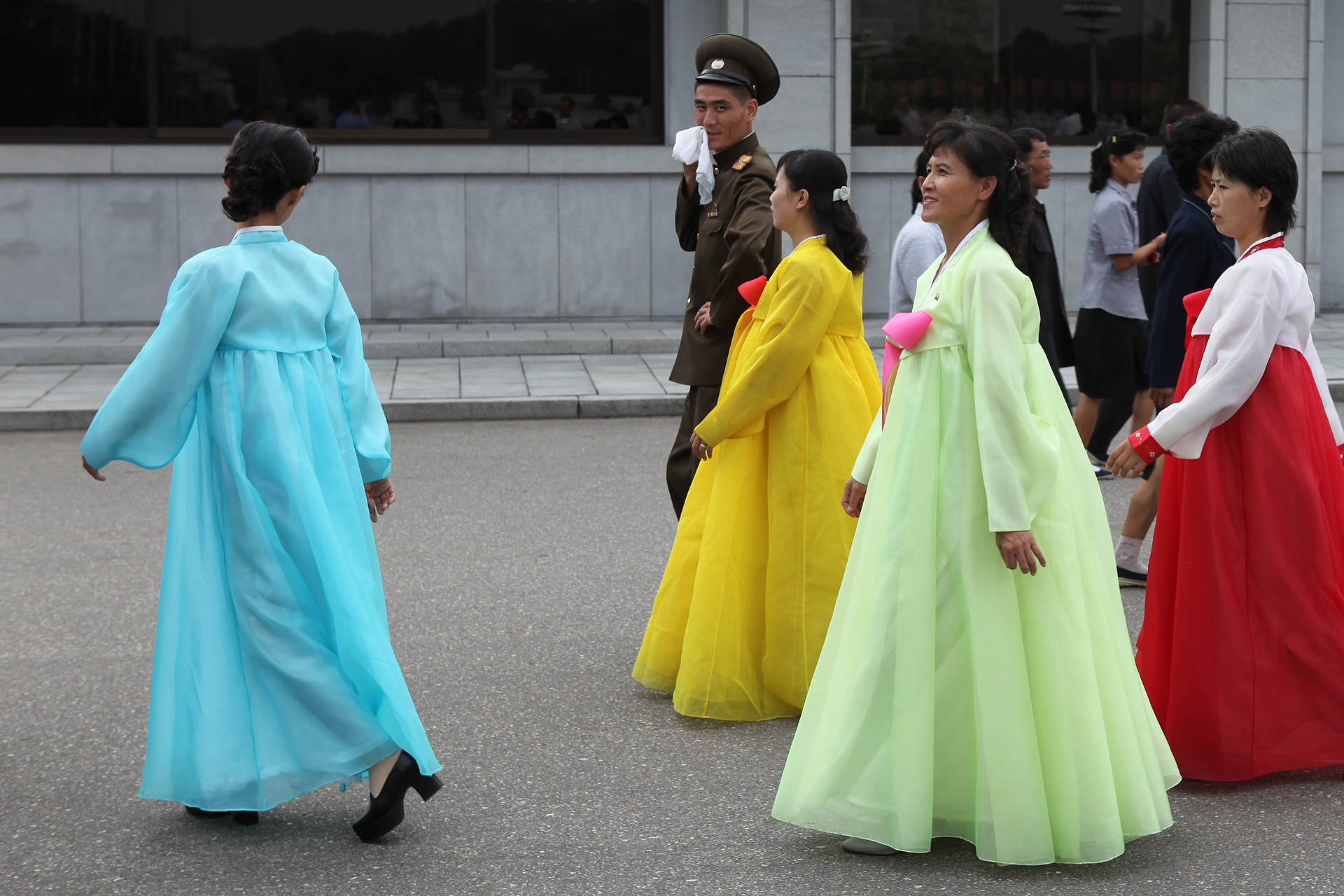
現代朝鮮的韓服襖裙
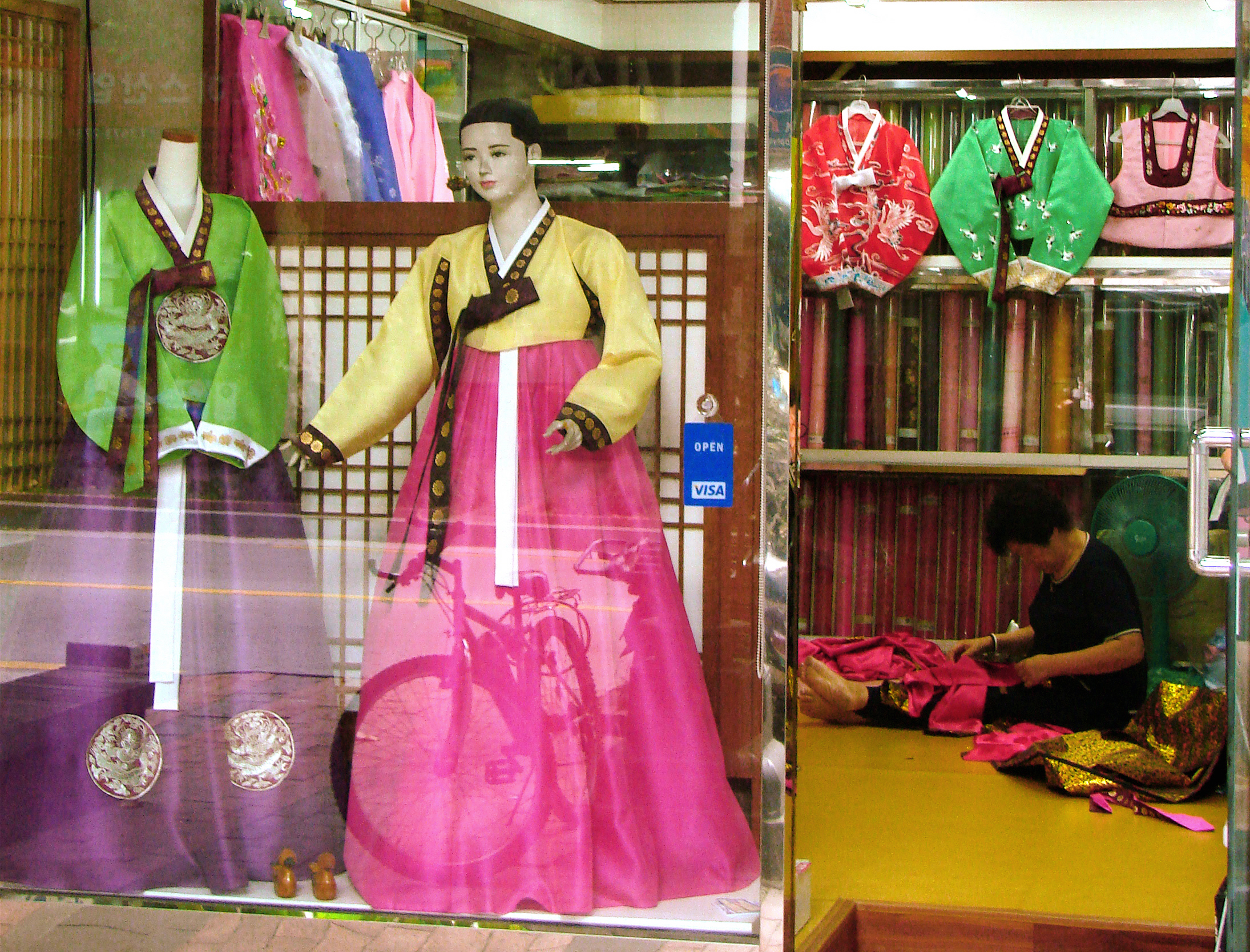
首爾商店售賣的韓服襖裙
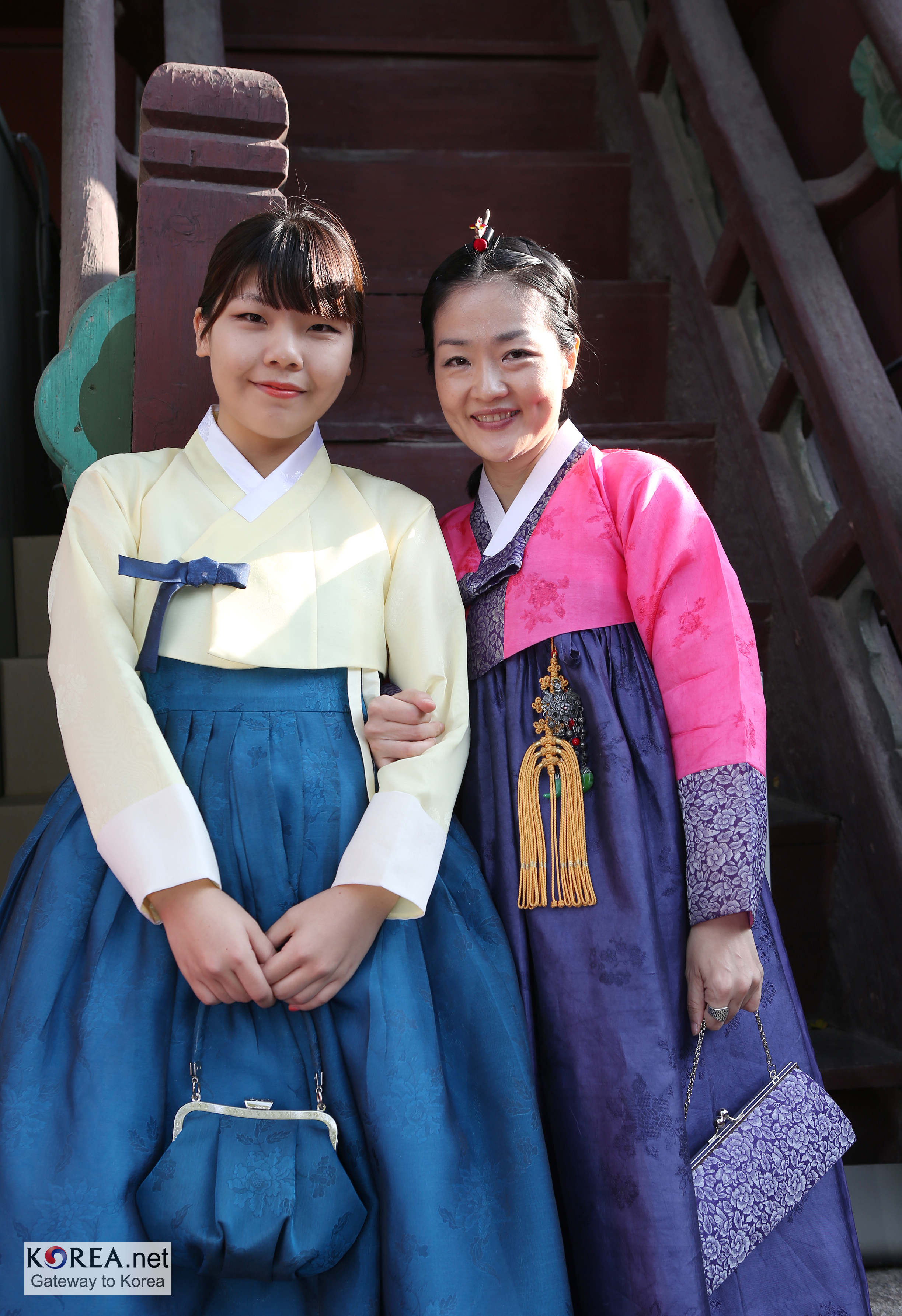
現代韓國的韓服襖裙